# Голота, Любовь Васильевна
Любовь Васильевна Голота (род. 31 декабря 1949, Кривой Рог, Днепропетровская область) — советская и украинская писательница (поэтесса, публицист, прозаик), журналист. Лауреат Шевченковской премии (2008). Заслуженный работник культуры Украины.

## Биография
Родилась 31 декабря 1949 года в городе Кривой Рог Днепропетровской области в семье горняков.
В 1972 году окончила филологический факультет Днепропетровского государственного университета.
В Днепропетровске работала журналистом в областных газетах «Заря», «Знамя юности» и на областном радио.
С 1983 года живёт в Киеве. Работала в издательствах «Молодь», «Советский писатель». С 1995 года — главный редактор всеукраинского еженедельника «Слово Просвиты».
Любовь Голота организовала и издавала первый женский культурологический журнал Украины «Пятая пора». Автор сценариев многих столичных массовых праздников и действ.
Упорядочила книгу «Жизнь и чин Анатолия Погребного. Научные исследования, статьи, воспоминания».

## Произведения
- Сборники стихов:
  - «Рожденная в степях» (1976);
  - «Весеннее равноденствие» (1979),
  - «Горицвет» (1980);
  - «Окна» (1983);
  - «Женщины и птицы» (1986);
  - «Зеркала» (1988);
  - «На мужской голос» (1996);
  - «Облученная временем» (2001);
- Книги публицистики:
  - «Дитя человеческое» (2002);
  - «Сотворение» (2005);
- Романы:
  - «Эпизодическая память» (2007);
- Несколько книжек для детей.

## Общественная и партийная деятельность
Член Национального союза писателей Украины с 1977 года.
Была членом КПСС с 1979 года.
Член Центрального правления Всеукраинского общества «Просвита» имени Т. Шевченко.

## Премии
- 1981 — премия Грузии имени Владимира Маяковского.
- 2001 — премия имени Владимира Сосюры «Любите Украину».
- 2008 — Национальная премия Украины имени Тараса Шевченко за роман «Эпизодическая память».